# Ски-центар Брезовица
Ски-центар Брезовица је планинско одмаралиште и један од највећих центара зимског туризма у Србији. Смештен на обронцима Шар-планине, углавном је дестинација за скијање и сноубординг. Током лета, могућности еко-туризма чине и планинарење, брдски бициклизам, голф и друге рекреативне активности на отвореном. До оближњег Штрбачког језера посетиоце могу довести пешачке стазе.

## Историја
Ски-центар Брезовица основан је 1954. године. Скијалиште је идеално лоцирано на северним и северозападним падинама Националног парка Шар-планина. Први од пет ски лифтова до одмаралишта постављен је 1979. године. Одмаралиште има 16 километара ски стаза које се налазе на северним и североисточним падинама Шар-планине. Одмаралиште је било домаћин бројних међународних скијашких догађаја 1980-их и 1990-их, али је од тада развијено за туризам.
Иако је Брезовица служила као алтернативно место за скијашке спустове на Зимским олимпијским играма у Сарајеву 1984. и била је домаћин бројних догађаја Међународне скијашке федерације 1980-их и 1990-их година, одмаралиште није добило значајна улагања у инфраструктуру више од две деценије.
Правни статус скијалишта Брезовица био је споран још од рата на Косову и Метохији 1999. године, јер и Влада Републике Србије и Влада Републике Косово тврде да имају имовинска права над њим. То је резултирало недостатком инвестиција више од две деценије.
Влада Републике Косово је у новембру 2014. године потписала уговор вредан 410 милиона евра са француским конзорцијумом на челу са предузећем Compagnie des Alpes, за развој ски-центра Брезовица у наредне две деценије. Међутим, у јуну 2016. године уговор је раскинут јер француски конзорцијум није могао да обезбеди банкарске гаранције за инвестиције.
Од 2018. године највише туриста долази из остатка Србије, као и суседне Албаније и Северне Македоније.

## Галерија
- Врх ски-центра Брезовица
- Ски лифт у ски-центру Брезовица
- Ски лифт у ски-центру Брезовица
- Ски лифт
- Скијање на стази
- Сноубординг на стази

## Карактеристике
Линија гребена обухвата 39.000 хектара високог алпског планинског терена и шума, са веома разноликом и богатом флором и фауном. Смештен на 90 минута од два међународна аеродрома (Аеродром Приштина и Аеродром Скопље), одмаралиште Брезовица представља једно од последњих преосталих неразвијених скијашких центара у југоисточној Европи. Унутар овог подручја налазе се ски стазе просечне дужине око 4 km и просечне гипкости од 38%, на нивоу мора од 1.718 метара. Станица обриса са излазом из жичаре, налази се на надморској висини од 2.212 метара. Ски-центар Брезовица је отворен за скијање током сезоне, где је лети његова површина под снегом, са малом могућношћу експлоатације. Широки ски терени ски-центра Брезовица чине систем који обухвата: пет жичара и 11 ски лифтова капацитета 10.000 скијаша на сат, повезаних са 16 km ски стаза просечне дужине 3.000 метара. Ски-центар Брезовица се састоји од три велике стазе: Ливада, Лавља врата и Црвена Карпа, које су класификоване као црвене стазе. Најдужа стаза је Пирибрег, дуга 3,5 км. На ФИС стазама Брезовице за слалом, велеслалом, спуст и супервелеслалом истовремено је могло скијати 50.000 скијаша.
У одмаралишту се одржава низ успешних домаћих и међународних такмичења, међу којима је и београдски „Inex ски-центар Брезовица”. Бројни зимски спортски тимови тренирају у одмаралишту. Очекује се да ће велика инвестиција предузећа MDP Consulting Compagnie des Alpes имати значајан утицај у области која се тиче питања животне средине.
Скијашке стазе имају просечну дужину од 4 километра и просечно 128 скијашких дана годишње.
Ски-центар располаже са око 700 лежајева у четири хотела, док додатне могућности смештаја постоје у самосталним хотелима и приватним објектима. Међутим, ови хотели или раде минимално или су затворени због правних спорова између Владе Републике Србије и Владе Републике Косово. Клијенти хотела имају бесплатан превоз и бесплатан приступ ски лифтовима. Изградња приватних кућа цвета у овом крају иако је парк природе.